# Franz Egon von Fürstenberg-Stammheim

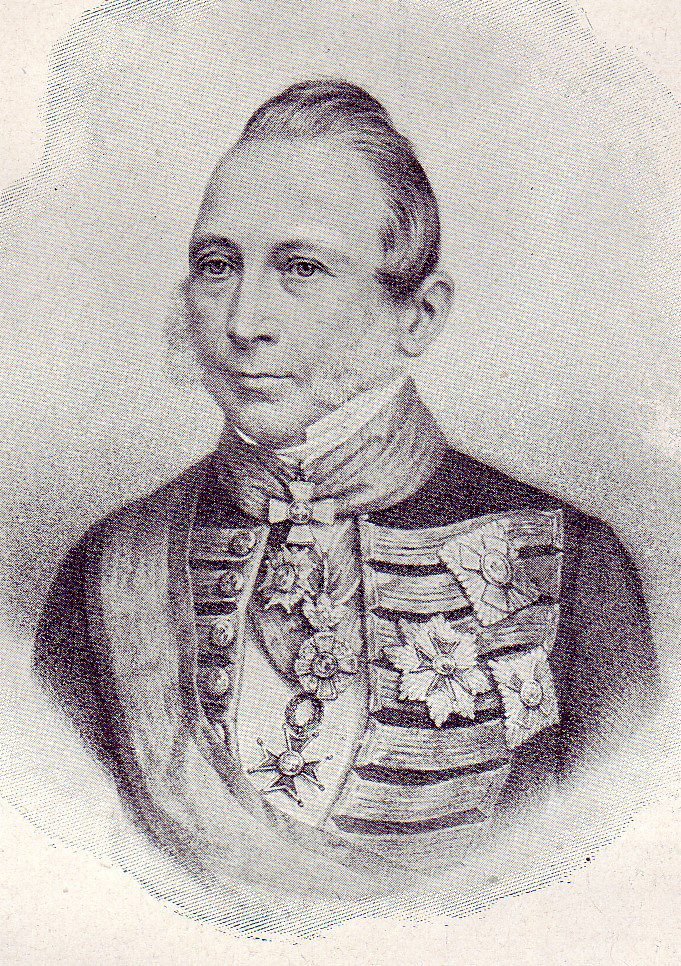
Franz Egon von Fürstenberg-Stammheim (1854)

Franz Egon Graf von Fürstenberg-Stammheim (24 de março de 1797 – 20 de dezembro de 1859) foi um aristocrata, proprietário de terras e político alemão. Ele era membro da Casa de Fürstenberg, uma família nobre da Vestefália.
Franz Egon foi um patrono entusiasta da arte, que defendeu a conclusão da Catedral de Colónia. Ele também ergueu a nova igreja de São Apolinário perto de Remagen, no Reno. Ele foi membro da Câmara Alta da Prússia em 1849, colaborou na fundação do jornal Preußisches Wochenblatt e foi um fervoroso defensor dos interesses católicos.